# Rhipidocladum harmonicum
Rhipidocladum harmonicum là một loài thực vật có hoa trong họ Hòa thảo. Loài này được (Parodi) McClure miêu tả khoa học đầu tiên năm 1973.